# 第7號鋼琴奏鳴曲 (莫札特)

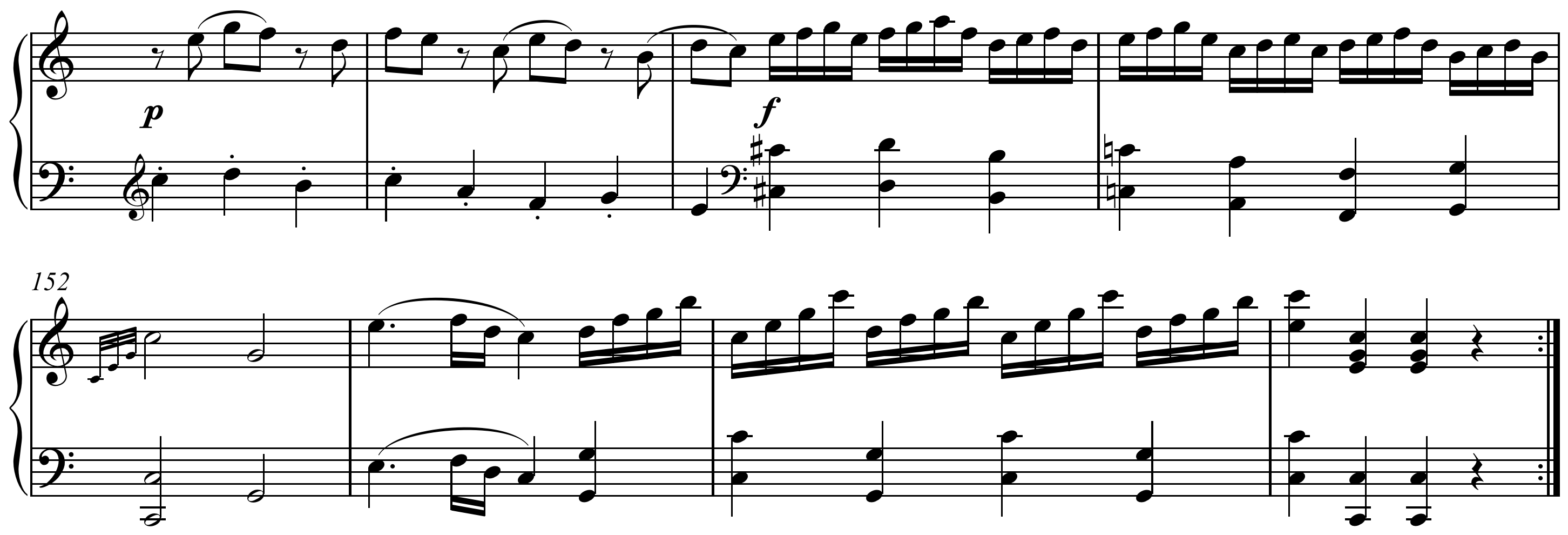
莫札特C大調鋼琴奏鳴曲K.309第一樂章結尾.

C大調第7號鋼琴奏鳴曲，作品號K. 309/284b，是沃尔夫冈·阿马德乌斯·莫扎特的鍵盤獨奏作品之一，作於1777年。

## 創作背景
此作品是莫札特在前往曼海姆和巴黎的旅程途中（1777-1778年）寫作，1777年11月上旬完成。第二樂章是在描他的學生罗塞·坎纳比希（作曲家克里斯蒂安·坎纳比希）的15歲女兒。

## 分析
演奏此首奏鳴曲需約16分鐘。
作品可分為三個樂章：
1. 精神抖擞的快板（Allegro con spirito）
2. 行板，稍有一点柔板（Andante un poco adagio）
3. 回旋曲，优雅的小快板（Rondo: Allegretto grazioso）

### 參照
1. ↑  Benward & Saker (2009). Music in Theory and Practice: Volume II, p.151. Eighth Edition. ISBN 978-0-07-310188-0.
2. ↑  Marshall, Robert, Eighteenth-century keyboard music, p. 289-290, Routledge, New York (2003) ISBN 0-415-96642-6

## 外部連結
- 《第7號鋼琴奏鳴曲》：谱子，《莫扎特全集》
- 莫札特第7號鋼琴奏鳴曲：国际乐谱典藏计划上的乐谱